# Chapelle Saint-Roch de Bonifacio
La Chapelle Saint-Roch de Bonifacio est une des églises et chapelles de la ville de Bonifacio en Corse. Placée à mi-chemin sur la rampe qui conduit à la citadelle, elle forme un trait d'union entre la basse et la haute-ville.

## Histoire

### L'intercession de Saint Roch contre la peste de 1528
Lors du printemps 1525, une épidémie de peste se déclare dans ville de Bastia. Elle serait dû à transport de tissus de lin venu de Rapallo en Ligurie ou bien liée à l'invasion des Turcs à Solaro. Trois ans plus tard, en 1528, la peste arrive jusque dans le port de Bonifacio. Un confinement est imposé aux pestiférés, leurs affaires sont brûlées et leurs testaments sont dictés depuis leur balcon. La population bonifacienne chute de près de 5 000 personnes à moins de 700.
Les Bonifaciens invoquent alors Saint Roch pour éloigner la peste. Sur le lieu où le dernier individu — un médecin qui a lui-même soigné les malades — est mort de la peste en 1528, les Bonifaciens érigent une chapelle dédiée à Saint Roch en action de grâce « pour la cessation du mal » et afin que cette maladie ne frappe plus jamais la ville. Un ex voto, sous la forme d'une plaque de marbre, est installé sur le fronton ouest.
| Inscription latine                                                              | Traduction française                                                               |
| ------------------------------------------------------------------------------- | ---------------------------------------------------------------------------------- |
| Sancte Roche Bonifacii Civitas Ab Omni Contagione Anima Ac Corporis Fiat Secura | Ô Saint Roch La cité de Bonifacio De toute contagion Protège les âmes et les corps |

### Point de vue touristique dès leXIXesiècle
Dès le XIXe siècle, la chapelle Saint-Roch attire l'attention des premiers touristes qui viennent visiter Bonifacio, et notamment du bibliothéquaire du château de Versailles, Antoine-Claude Pasquin Valéry, qui le premier en donne une description en 1838 :

« Ce n'était point à la vérité une merveille de l'art comme les temps de Venise ou de Florence, mais le sentiment était le même. »

— Antoine-Claude Pasquin Valéry
Des bancs en pierre y sont installés et dans la montée de la rampe, Saint-Roch devient une étape obligatoire pour les touristes, pour se reposer et admirer le point de vue.

« tout autour on a construit des sièges en pierre, près desquels presque personne ne passe sans s'y reposer. Les ânes eux-mêmes s'arrêtent à cette station sans y être invité. »

### Restauration patrimoniale auXXIesiècle
En raison d'infiltrations d'eau, de la fissuration du clocheton, de la chute de la cloche, et de celle du linteau de la porte, une importation restauration a été décidée en 2022 avant la réouverture de la chapelle en juillet 2023. Cette restauration, soutenue par la mairie de Bonifacio et la Fondation du Patrimoine, s'est inscrit dans un plus ample projet de restauration des remparts de la citadelle de Bonifacio. La cloche, l'autel, la porte sont d'origine, ainsi que le dallage retrouvé sous le béton retiré lors de la rénovation à l'identique de la chapelle.

## Architecture
La petite chapelle « San Rocu », humble édifice, à nef unique simplement blanchi à la chaux et sans toiture est bâtie en pied de falaise aux portes de la ville et à l’ombre du bastion des prisons. Selon la tradition orale, la chapelle n'aurait jamais été couverte en raison des corps pestiférés qui étaient déposés à cet endroit.

## Traditions
Chaque 16 août, jour de la fête patronale de Saint-Roch, la messe y est toujours célébrée suivie d'une traditionnelle merendella ou mirenda offerte aux enfants jusqu'en 1920, mais désormais partagée avec le clergé, les pénitents des Confréries de Bonifacio et les officiels de la ville.